# تفويض (إسلام)
التفويض مصطلح يستخدمه علماء الفلسفة والكلام في الدين الإسلامي بعدة معانٍ، ومن معانيه المشهورة صرف اللفظ عن ظاهره، مع عدم التعرض لبيان المعنى المراد منه، بل يترك ويفوض علمه إلى الله تعالى. وهذا المصطلح يعتبر من المصطلحات التي يدور الخلاف فيها خاصة في إطلاقه على صفات الله تعالى، وقد احتدم في هذه المسألة الصراع بين المدارس الفكرية العقدية المختلفة منذ القرن الرابع الهجري ، فالقائلون به بإطلاق من الأشاعرة كالجويني والغزالي إنما حملهم على ذلك الفرار من تشبيه الله تعالى بخلقه، ومن قال بالتفويض من السلف كابن الماجشون وأحمد بن حنبل فإنما قصد به تفويض الكيفية لا المعنى، فالصفة يجب إثباتها لله تعالى كما أثبتها لنفسه على مراد الله تعالى.

## التفويض عند المتكلمين
التفويض عند المتكلمين، هو: صرف اللفظ عن ظاهره، مع عدم التعرض لبيان المعنى المراد منه، بل يترك ويفوض علمه إلى الله تعالى، بأن يقول: الله أعلم بمراده. فتفويض المعنى هو مذهب المتكلمين، ولا يقول به أهل السنة والجماعة، ونصوصهم في التفويض إنما تدور حول تفويض الكيفية، فأهل السنة الأثرية يثبتون لله معاني الصفات ولا يصرفونها عن ظاهرها.

## التفويض عند أهل السنة والجماعة
التفويض عند أهل السنة والجماعة هو: تفويض العلم بالشيء إلى الله، وهو تفويض الكيفية مع إثبات المعاني، فلا يصرف اللفظ عن ظاهره كما عند المتكلمين، بل يثبت المعنى مع تفويض الكيفية، أي: عدم الخوض في تحديد كيفية الصفة على الحقيقة.
وفي هذا تنقل السلفية قول الإمام مالك بن أنس حين سئل عن قوله تعالى: قال: «الاستواء منه معلوم، والكيف منه غير معقول، والسؤال عن هذا بدعة، والإيمان به واجب»  فهو قد أثبت المعنى، وقال: معنى الاستواء معلوم للناس، لكن كيفيته مجهولة وهي التي تفوض.
وفي هذا يقول ابن تيمية: "فقول السائل: كيف ينزل؟ بمنزلة قوله: كيف استوى؟ وقوله: كيف يسمع؟ وكيف يبصر؟ وكيف يعلم ويقدر؟ وكيف يخلق ويرزق؟ وقد تقدم الجواب عن مثل هذا السؤال من أئمة الإسلام مثل: مالك بن أنس، وشيخه ربيعة بن أبي عبد الرحمن؛ فإنه قد روى من غير وجه أن سائلاً سأل مالكاً عن قوله: {الرَّحْمَنُ عَلَى الْعَرْشِ اسْتَوَى} [طه: 5] : كيف استوى؟ فأطرق مالك حتى علاه الرُّحَضَاء  ثم قال: الاستواء معلوم، والكيف مجهول، والإيمان به واجب، والسؤال عنه بدعة، وما أراك إلا رجل سوء؛ ثم أمر به فأخرج.
ومثل هذا الجواب ثابت عن ربيعة شيخ مالك، وقد روي هذا الجواب عن أم سلمة ـ رضي الله عنها ـ موقوفًا ومرفوعًا، ولكن ليس إسناده مما يعتمد عليه، وهكذا سائر الأئمة، قولهم يوافق قول مالك: في أنا لا نعلم كيفية استوائه كما لا نعلم كيفية ذاته، ولكن نعلم المعنى الذي دل عليه الخطاب، فنعلم معنى الاستواء، ولا نعلم كيفيته، وكذلك نعلم معنى النزول، ولا نعلم كيفيته، ونعلم معنى السمع والبصر والعلم والقدرة، ولا نعلم كيفية ذلك، ونعلم معنى الرحمة والغضب والرضا والفرح والضحك، ولا نعلم كيفية ذلك".
ويستدل أهل السنة على أن التفويض لا يمكن أن يكون في المعاني بأن الله أنزل القرآن الكريم لمعرفة معانيه، ولتدبره، وتفويض معاني كلمات في القرآن الكريم هو عدم تدبر لها وبحث عن معانيها.

قال ابن تيمية: 
| تفويض (إسلام) | وهؤلاء أهل التضليل والتجهيل الذين حقيقة قولهم: إن الأنبياء جاهلون ضالون، لا يعرفون ما أراد الله بما وصف به نفسه من الآيات وأقوال الأنبياء. ثم هؤلاء منهم من يقول: المراد بها خلاف مدلولها الظاهر والمفهوم، ولا يعرف أحد من الأنبياء والملائكة والصحابة والعلماء ما أراد الله بها، كما لا يعلمون وقت الساعة. ومنهم من يقول: بل تجري علي ظاهرها، وتحمل علي ظاهرها، ومع هذا فلا يعلم تأويلها إلا الله، فيتناقضون حيث أثبتوا لها تأويلاً يخالف ظاهرها، وقالوا ـ مع هذا ـ إنها تحمل علي ظاهرها، وهذا ما أنكره ابن عقيل على شيخه القاضي أبي يعلى في كتاب ذم التأويل. | تفويض (إسلام) |